# Johannes Prausser
Johannes Prausser, auch Johannes Pruser oder Prauser, († nach 1480) war ein Dominikaner und Schriftsteller. Während in der Germanistik die Namensform Prausser üblich ist, nennen ihn die Historiker Pruser.

## Leben
Der Dominikaner des Nürnberger Konvents wurde 1473 zur Gründung der Ordensniederlassung in Stuttgart entsandt. Bis 1475 war er dort Prior, ab demselben Jahr auch Lektor und Generalprediger der Ordensprovinz.
Als enger Vertrauter Graf Ulrich des Vielgeliebten wirkte er 1478 maßgeblich an der Reformierung württembergischer Frauenklöster mit, wie z. B. das Kloster Mariental (Steinheim an der Murr). Er wurde wohl zum Vikar in allen reformierten Konventen bestellt, so etwa 1479 des Klosters Gotteszell bei Schwäbisch Gmünd. 1476 scheint er erwogen zu haben, in den Kartäuserorden überzutreten, da er eine auf zwei Monate befristete Erlaubnis dazu vom Ordensgeneral erhielt.  1481 sollte Prausser an die Universität Heidelberg gehen, doch zog er es vor, nach Nürnberg zurückzukehren, wo sich seine Spuren verlieren.

## Werke

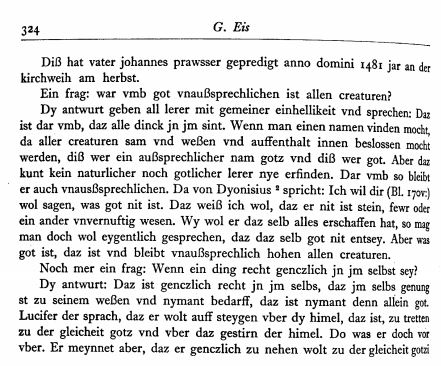
Predigtzusammenfassung

Eine ihm zugeschriebene lateinische Abhandlung über die Witwenschaft ist nur in der Übersetzung durch Felix Fabri erhalten: Badische Landesbibliothek St. Georgen Cod. 102.  Prausser galt als sehr guter Prediger. 1481 hielt er eine Predigt über die Unaussprechlichkeit des Namens Gottes. Eine Nachschrift ist in der Sammlung Eis, Cod. 114, Bl. 170r/v überliefert. Ein Predigtexzerpt des Vater Prausser enthält ein Andachtsbuch aus dem Nürnberger Katharinenkloster (Austin, Harry Ransom Center, HRC 41, Bl. 89v).
Praussers frommer Eifer wird in der Reformchronik (häufig zugeschrieben der Dominikanerin Magdalena Kremer) aus dem Kloster in Kirchheim unter Teck kurz gewürdigt.